# Warwick Goble

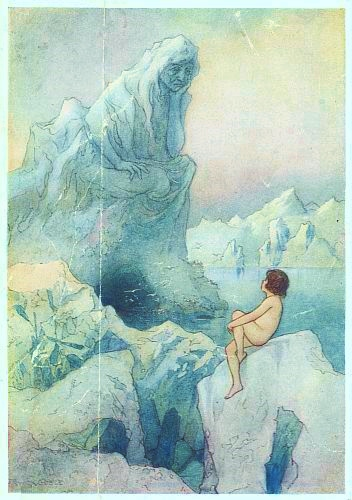
Ilustración procedente de la obra "The Water-Babies - A Fairy Tale for a Land-Baby", escrita por Charles Kingsley, e ilustrada por Warwick Goble.

Warwick Goble (1862 - 1943) fue un ilustrador victoriano de libros para niños. Recibió educación y preparación en la Escuela de Londres y en la Escuela de arte de Westminster. Se especializó en cuentos de hadas, y escenas exóticas de Japón, India y Arabia. Ilustró La Guerra de los Mundos de H. G. Wells, que fue una de sus primeras ilustraciones publicadas, pronto sería seguido por una serie para el Libro de Baal. También proveyó ilustraciones para revistas como Pearson's Magazine ilustrando uno de los primeros números historias ciencia ficción, incluyendo varios de Frederick Merrick White. Durante las primeras décadas del siglo XX, Goble adquirió considerable éxito con el trabajo encomendado, a color y monótono, para los libros ilustrados, incluyendo:
- The Water-babies: A fairy tale for a Land-baby (1909);
- Green Willow and other Japanese Fairy Tales (1910);
- The Complete Poetical Works of Geoffrey Chaucer (1912); y
- The Book of Fairy Poetry (1920).